# Portela (Itaocara)
Portela é o terceiro distrito do município de Itaocara, na região noroeste do estado do Rio de Janeiro.

## História
Três Irmãos pertencia a Itaocara e era sede do distrito do qual fazia parte Portela, criado em 9 de setembro de 1890 e confirmado pela deliberação de 4 de setembro do ano seguinte.
A Estrada de Ferro Cantagalo, mais tarde Estrada de Ferro Leopoldina, estendeu a via férrea até Portela, onde os trilhos chegaram a 12 de março de 1890, recebendo a estação o nome atual, numa homenagem prestada pelo Barão de Nova Friburgo ao Governador Francisco Portela.

## Educação
No distrito, existem duas unidades de ensino, uma delas estadual e a outra municipal:
- Creche Escola Municipal "Tia Dorothéa" que oferece ensino da Educação Infantil até o Ensino Fundamental I.

- Colégio Estadual Jaime Queiroz de Souza que oferece do Ensino Fundamental II ao Ensino Médio.

## Personalidades
A atriz e cantora Eliana Macedo que contracenou com artistas que marcaram época tais como Oscarito, Anselmo Duarte, Cyll Farney, Trio Irakitã, José Lewgoy, Grande Otelo, entre muitos outros, nasceu em Portela. O cirurgião dentista Francisco Constancio Py , presidente da Associação Paulista de Cirurgões  Dentistas e criador da Escola de Aperfeiçoamento Profissional na década de 1950 , também nasceu em Portela em 1896 e hoje nomea um bairro no subdistrito . 